# Spectravideo SVI 738
Spectravideo SVI 738 - X'press (SVI 738 - X'press) је кућни рачунар фирме Spectravideo који је почео да се производи у Хонгконгу током 1986. године.
Користио је Zilog Z80A микропроцесорску јединицу а RAM меморија рачунара је имала капацитет од 64 KB до 144 KB. 
Као оперативни систем кориштен је MSX DOS или CP/M.

## Детаљни подаци
Детаљнији подаци о рачунару SVI 738 - X'press су дати у табели испод.
|                       |                                                    |
| [ 1 ]                 |                                                    |
| Произвођач            |                                                    |
| Тип                   | кућни рачунар                                      |
| Меморија              | 64 (до 144 )                                       |
| Поријекло             | Хонгконг                                           |
| Година                | 1986                                               |
| Тастатура             | тастатура са пуним помаком тастера                 |
| Процесор              |                                                    |
| Фреквенција процесора | 3,58                                               |
| RAM                   | 64 (до 144 )                                       |
| ROM                   | 64 (32 BIOS/Бејсик, 16 RS232 BIOS, 16 диск ROM)    |
| Текст                 | 40 x 24 / 32 x 24 / 80 x 24 (само за MSXDOS)       |
| Графика               | 256 x 192 / 64 x 48 тачака                         |
| Боја                  | 256                                                |
| Звук                  | AY-3-8910 chipset, 3 канала, 8 октава              |
| Димензије             | 35 (ширина) x 47,5 (дубина) x 38,8 (висина) / 15,2 |
| Портови               |                                                    |
| Оперативни систем     | или                                                |